# Linville Caverns
Linville Caverns er et privat ejet hulekompleks i den nordlige del af McDowell County i North Carolina, USA. Hulerne ligger nord for byen Marion under Humpback Mountain i Blue Ridge Mountains nær Blue Ridge Parkway og er de eneste huler i North Carolina, der er tilgængelige for offentligheden. 

## Historie
Hulerne blev først opdaget af europæere for knap 200 år siden. Det fortælles, at en fisker i 1822 observerede at ørreder tilsyneladende svømmede ud og ind ad af et bjerg. Da han undersøgte sagen fandt han en åbning i bjerget, og dermed hulerne. 
I 1860'erne var hulerne tilholdssted for desertører fra begge sider i den amerikanske borgerkrig. I 1915 tilbragte to drenge to dage med at lede efter udgangen, efter at de havde tabt deres lygte. Til sidst fandt de ud ved at følge strømmen i floden, der løber gennem hulerne. 
I 1939 blev hulerne, der er privatejede, åbnet for offentligheden.
Drypstenene i hulerne dannes ved at mineraler skylles ud af kalkstenen af nedsivende vand, og derefter afsættes på hårdere klippe, hvor de "forstener" igen og danner stalaktitter og stalagmitter. Selve hulerne er dannet ved at det kuldioxidholdige vand har ætset passager gennem kalkstenen.
I hulerne findes flere dyr, som har vænnet sig til livet i mørke, blandt andet blinde ørreder og en særlig art stankelben. Desuden overvintrer en art af flagermus, Perimyotis subflavus (Eastern Pipistrelle) i hulerne. 
I hulerne er en konstant temperatur på 11 grader celsius.

## Eksterne referencer
- Hulernes officielle hjemmeside (engelsk)

35°54′59″N 81°56′16″V / 35.9165°N 81.9377°V